# Amauris niavius

Amauris niavius

Amauris niavius là một loài bướm ngày thuộc họ Nymphalidae. Nó được tìm thấy trong các khu rừng ở vùng nhiệt đới châu Phi.
Sải cánh dài 80–85 mm đối với bướm đực và 78–82 mm đối với bướm cái. Các cá thể trưởng thành bay lượn quanh năm (với đỉnh điểm vào cuối mùa hè và mùa thu).
Ấu trùng ăn Cynanchum (bao gồm Cynanchum medium, Cynanchum nigrum và Cynanchum vincetoxicum), Gymnema (bao gồm Gymnema sylvestre), Marsdenia, Secamone, Tylophora và Ipomoea. Ấu trùng của phân loài dominicanus ăn Gymnema sylvestre.

## Phân loài
- Amauris niavius niavius (từ miền tây Kenya tới Zaire, Angola, Cameroon, Sierra Leone, Guinea, Fernando Póo (đảo Macías Nguema))
- Amauris niavius dominicanus Trimen, 1879 (Natal, Mozambique, từ Rhodesia tới Malawi, miền đông Tanzania và Kenya phía đông của thung lũng tách giãn Lớn)
- Amauris niavius aethiops Rothschild & Jordan, 1903 (Ethiopia, miền bắc Uganda, miền nam Sudan)

## Hình ảnh

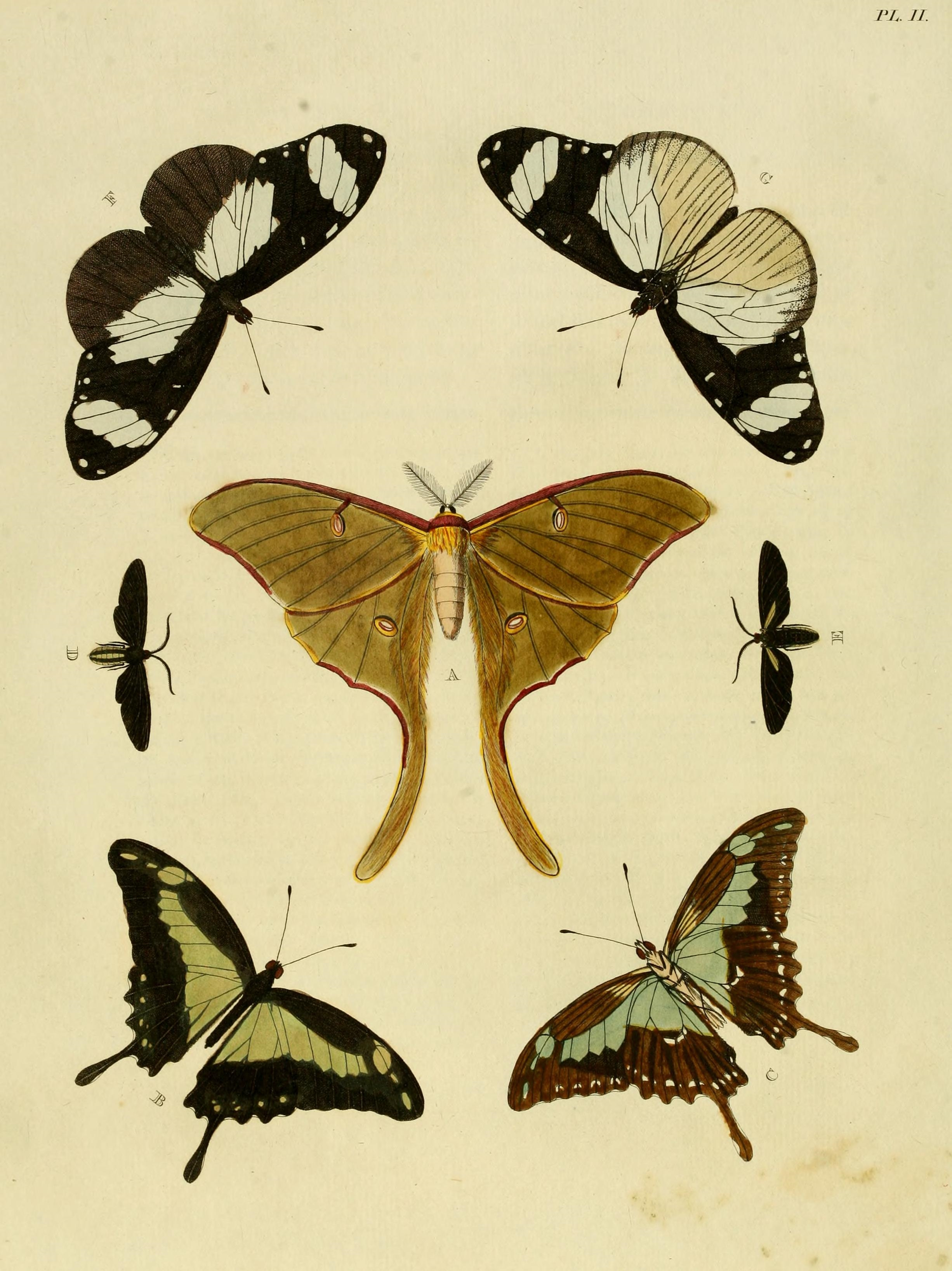
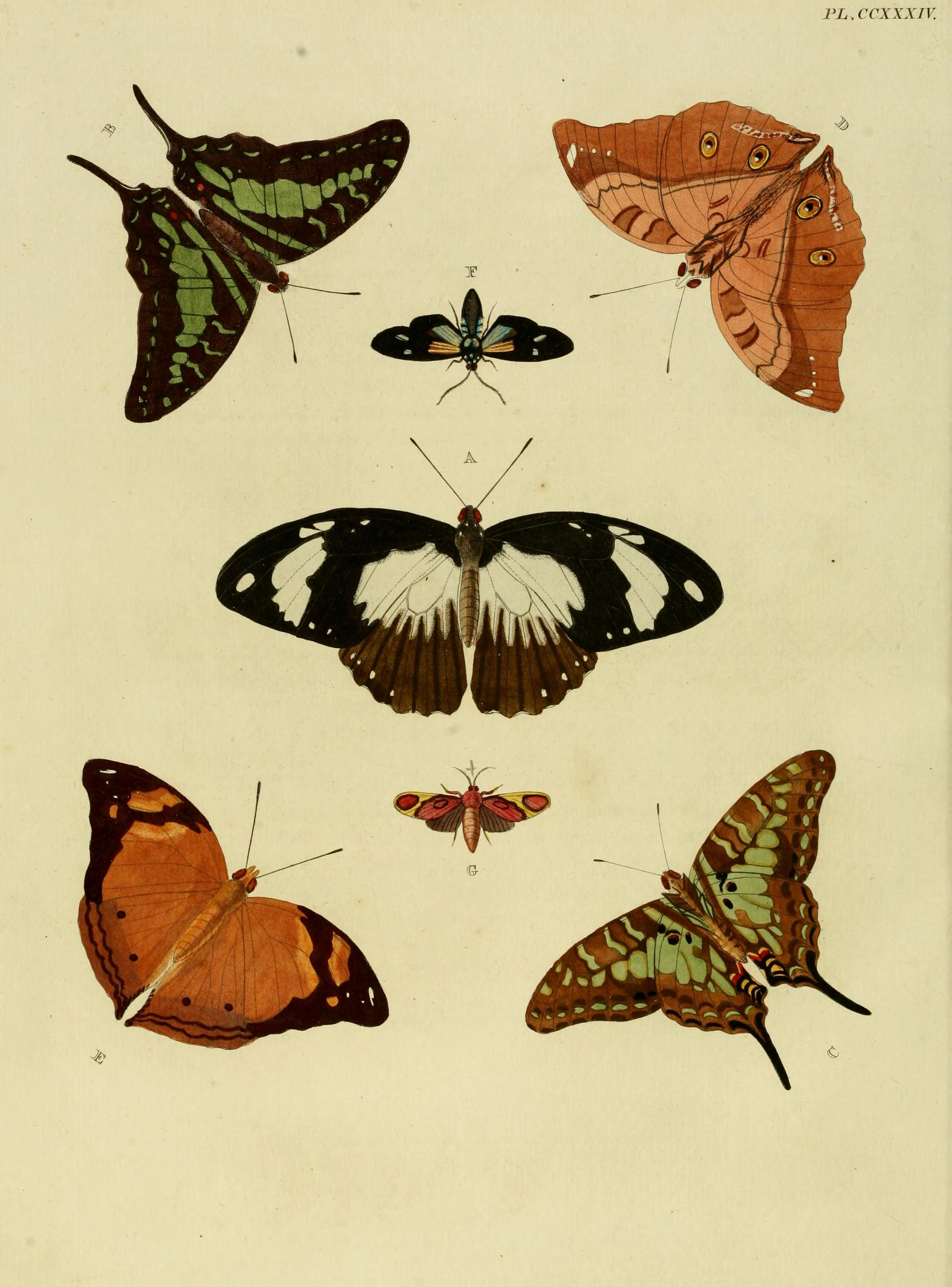